# Isproniklin
Isproniklin (TC-1734, AZD-3480) je lek koji deluje kao parcijalni agonist na neuronskom nikotinskim acetilholinskim receptorima. On je selektivan za podtip α4β2. Isproniklin deluje kao antidepresiv, nootropik i neuroprotektant. Ovaj ligand je u razvoji za tretman dimencije i Alchajmerove bolesti. Klinička ispitivanja su pokazala da je efektivan i dobro tolerisan. Glavne nuspojave su vrtoglavica i glavobolja.